# 일본의 근세문학사
일본의 근세문학사에서는 에도 시대(근세)의 일본 문학의 역사를 다룬다.
근세란 17세기 초부터 19세기 중엽까지의 약 250년 간, 이른바 에도 시대를 말한다. 도쿠가와 막부에 의해서 중앙집권적인 봉건제도가 확립되고 유지된 시대로, 충효의 유교 도덕이 강요되어 신분제도와 가족제도, 개인의 가치와 존엄성을 억압하는 것으로 사회질서가 유지된 시대이다. 그러나 근세에 도래한 평화는 상업의 발전을 초래하여 상인 계급이 경제적 실권을 장악하고 이 시대의 문화 담당자의 자리를 차지했다. 전통적인 와카나 한시문(漢詩文)의 융성도 있었으나, 근세를 대표하는 문학인 소설이나 하이카이(俳諧) 등은 완전히 조닌(町人) 계급을 대표하는 서민의 문학이었다.
문학이 이렇게 되는 데는 인쇄기술의 확립과 교육의 뒷받침이 있었다. 포르투갈 선교사에 의해서 활자 인쇄기가 수입되었고, 조선에서 동활자가 수입되어 인쇄기술이 일반화된 것이다. 또한 서민 교육기관으로서의 데라코야(寺小屋＝私熟)가 전국적으로 보급되어 읽기·쓰기·주산을 가르치게 되어 민중은 비로소 문맹으로부터 해방되기에 이르렀다. 근세의 문학이 장르의 다양성과 양의 풍부성에 있어서 현란한 발전을 보게 된 것은 이와 같은 사실에 의한 것이었다. 서적의 대량 출판은 서점을 낳았고, 직업적인 작가를 탄생케 했다. 이리하여 문학은 급격하게 대중화·통속화하게 되었고, 오락적인 대중소설을 낳았다.
근세라는 시대가 개인의 가치나 존엄을 인정하지 않았다는 사실은 문학에도 커다란 제약을 가하였다. 불합리한 사회적 속박을 탈피하는 것으로 자아(自我)를 해방한 마쓰오 바쇼(1644-1694)에 의해서 전통적 미의식이 대성(大成)되어 현대에 이르기까지 일본식 미의식의 규범이 되어 있는 반면, 민중시로서의 하이카이는 자연시(自然詩)로서의 성격을 짙게 하였고 연애에 관한 솔직한 서정은 미의식이 결핍된 비속한 속요(俗謠)에서 볼 수 있을 뿐이다.
소설에서는 종교의 속박에서 벗어나 인간 자신을 적극적으로 긍정한 시대가 도래하여 이하라 사이카쿠(井原西鶴, 1642-1693)의 인간해방의 문학이 탄생하였으나 끝내 인간을 묘사하여 개성을 추구한 작품은 나오지 못했다. 또한 정치적인 탄압으로 인해 문학을 취향 본위의 오락물로 타락시킨 것도 이 시대의 특징의 하나이다.
이상은 시대의 조건이 근세 문학에 끼친 부정적인 면으로, 물론 긍정적인 면도 있다. 즉 근세라는 시대는 화폐경제의 시대이며, 모든 것이 화폐가치로 환산되는 시대였다는 사실이 새로운 문학정신을 낳아, 현실주의적인 산문(散文) 정신이 확립되었다는 점이 그것이다.

## 근세의 소설
급속히 발달된 인쇄기술은 소설뿐만 아니라 여러 분야에 걸친 서적을 넓은 계층에 보급시켰다. 현재 가나조시라고 불리는 잡다한 서적은 순수한 소설이라고 할 수는 없으나 서민의 체취를 담기 시작한 작품이었다는 점에서 의의가 있다.
중기(中期)에 이르러 문화의 중심이 에도로 옮겨지고, 소설류도 새로운 형식의 것이 시대 변천에 따라서 탄생되었다. 즉 샤레본(酒落本)·요미혼(讀本)·닌죠본(人情本)·기뵤시(黃表紙)·고칸(合卷) 따위인데, 서민의 생태를 여실히 그린 우키요조시(浮世草子)에서는 작가의 독자적인 안목이 있어 추종을 불허하는 개성적인 문학성을 엿볼 수 있는 반면, 시간이 흐르면서 작자가 상업자본과 위정자, 그리고 독자와 영합하여 안이하고 지성(知性)이 없는 작품이 씌어지기에 이르렀다.

## 근세의 와카
근세의 와카는 초기에는 보수적이고 지식계층의 것이었으나, 17세기 말엽 이후에는 국학자들의 고전연구의 진전에 따라 와카도 일반 서민층에까지 침투되었다.
근세 와카의 특질은 고전 연구에서 발전한 점과 또한 종래의 보수 전통적인 면에서 탈출하여 개성적이고 인간적인 가풍(歌風)을 노래하려는 데에 있다. 예컨대 같은 고전을 연구했으나 가모 마부치(賀茂眞淵, 1697-1769)는 만요풍(萬葉風), 가다 아리마로(荷田在滿, 1706-1751)·모토오리 노리나가(本居宣長, 1730-1801)는 신고킨풍(新古今風), 오자와 로안(小澤蘆庵, 1723-1801)·카가와 가게키(香川景樹, 1768-1843)는 고킨풍(古今風)을, 그리고 가토 지카게(加藤千蔭, 1735-1808)·무라다 하루미(村田春海, 1746-1811)는 고킨과 신고킨의 절충적인 가풍을 노래했다. 말하자면 고풍한 정신을 부흥시킴과 동시에 그 속에서 진실한 자기 노래를 읊으려고 했다. 또한 가인(歌人)으로서의 자각을 가지고 어느 가풍에도 의하지 않고 독자적인 가풍을 수립한 다지바나 아케미(橘曙覽, 1812-1868), 오오쿠마 고토미치(1798-1868), 료칸(良寬, 1758-1831) 등이 배출된 것도 이 시대의 특색이다.
이와 같이 전대에 비해서 폭넓은 발전을 보였으나 근세에 발생한 하이카이(俳諧)나 교카(狂歌)보다는 우아하고 고상한 것이었고, 이를 익히기 위해서는 상당한 지식을 필요로 했기 때문에 서민에게는 인연이 먼 것이었다.

## 근세의 시가
와카를 제외한 하이카이·교카·센류(川柳)를 대상으로 한다.
근세에 있어서는 한시문(漢詩文)·와카·연가 등의 전통적 분야인 제1문예에 대해서 이러한 제2문예는 때때로 실용성과 오락성에 치중되었다. 또한 제1문예에서는 볼 수 없는 골계·비속(卑俗)·풍자 등의 성격이 나타나 있다. 초기 하이카이인 데이몬하이카이(貞門俳諧)에서의 하이곤(俳言)의 사용은 전통문예에서는 볼 수 없는 한어(漢語)·속어에 의한 익살미를 꾀한 것이다. 교시(狂詩)에서는 전통 한시문에서 볼 수 없는 방어(邦語)를 섞고 제재 면에서 비속성을 보인 것도 그것이며 교카(狂歌)나 센류(川柳)에서도 마찬가지이다.
그러나 근세의 시가가 단순히 실용성과 오락성에 치중한 것은 아니다. 하이카이에서는 마쓰오 바쇼의 노력이 계승되어 독자적인 미가 확립되었다. 이에 대해서 교카·교시·센류에서는 경묘(輕妙)·풍자·폭로(暴露) 등의 근세적인 성격은 구비하지만 하이카이에서와 같은 문학으로서의 자각 운동은 일어나지 못하고 놀이로서 일관했다. 드디어 센류는 교쿠(狂句)로 타락하였고, 교카·교시도 거의 절멸하고 하이카이만이 하이쿠(俳句)로서 재생하였다.

## 근세의 한시문
근세의 한시문은 일정 범위의 시민사회에까지 침투한 양적 확대의 시기였으나 그것이 곧 질적 향상을 의미하는 것은 아니었다.
근세 한시문은 중국 고전양식의 문학으로 간주한다면 중국어의 리듬과 악센트의 모방적·비개성적인 경향이 강했다. 그러나 훈독을 전제로 한 일본문학의 한 분파라고 생각한다면 오랫동안 고전학의 역사에 의해서 연마된 지성과 미감(美感)과 함께 훈독체(訓讀體)라는 일종의 시원한 리듬을 가진 특수 문예양식으로 발전한 것은 문학사적으로 중요한 위치를 차지한다.

## 근세의 극문학
근세 이전의 노오·교겐·무곡(舞曲) 등의 연극도 행해졌으나 이미 창조력이 고갈되었고, 가부키와 조루리가 서민의 열광적인 지지를 받았다. 이 양자에 촉발되어 생긴 도키와즈(常磐津)·도미모토(富本)·기요모토(淸元)·나가우타(長唄) 등의 극장 가요도 넓은 의미로 극문학에 포함된다.

## 근세의 가요
중세 말기의 류큐(琉球)에서 수입된 샤미센(三味線)은 가부키오도리(歌舞伎踊)·조루리·유리가(遊里歌)의 반주 악기가 되어 근세의 악기를 대표하며, 샤미센 음악을 반주하는 가요가 서민의 환락장으로서의 유곽과 극장에서 성장했다.